# Villa gallo-romaine de Saint-Martin-de-Lansuscle
La villa gallo-romaine de Saint-Martin-de-Lansuscle est une villa isolée située sur le territoire de la commune cévenole de Saint-Martin-de-Lansuscle.

## Description
Dotée d'un hypocauste, elle semble avoir appartenu à un riche propriétaire, possiblement jouant un rôle dans l'activité minière antique de la région ou dans son intense activité de poterie.

## Localisation
La villa se situe sur les pentes forestières du mont Mars, au lieu-dit Saint-Clément à Saint-Martin-de-Lansuscle, commune rurale du département de la Lozère, dans la région occitane en France.

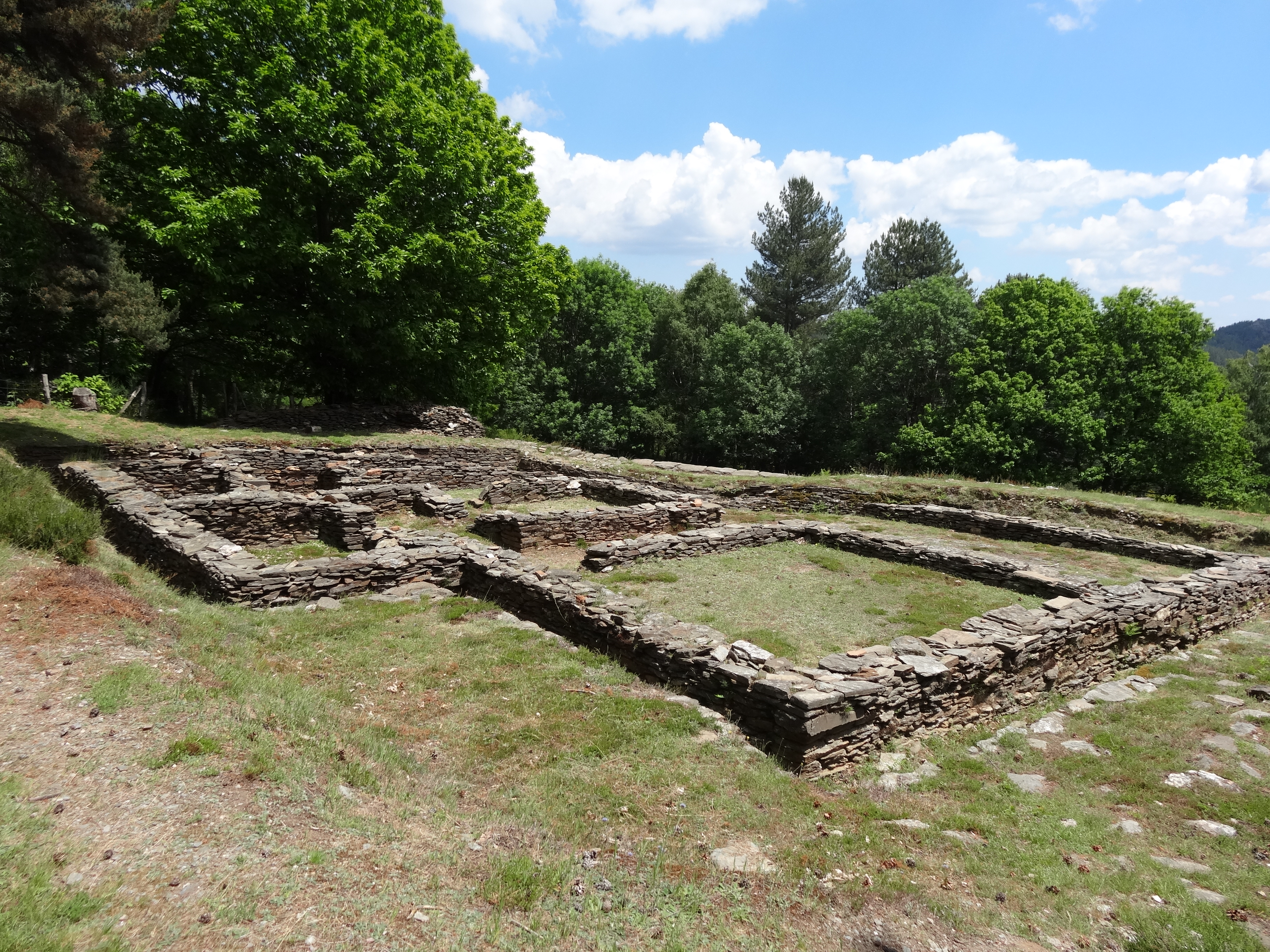
Vue générale du site.

## Historique
La villa fut occupée durant le IIe siècle et plus précisément de 130 à 190 ans après J.-C. Son existence fut révélée par un berger enterrant une de ses brebis. Les fouilles ont été menées au début des années 70 et permirent de révéler une habitation dont l'équipement et la décoration, relativement luxueuse, incite à penser qu'elle appartenait à un notable local investi d'une charge administrative importante.
L'édifice est inscrit au titre des monuments historiques en 1977.
Le site est doté de panneaux explicatifs installés par le parc national des Cévennes